# Pangloss Collection
La Pangloss Collection è una libreria digitale che ha come obiettivo di archiviare e facilitare l'accesso alle registrazioni audio di lingue in pericolo di estinzione.
Sviluppata dal centro LACITO del CNRS di Parigi, la collezione fornisce accesso libero e gratuito via internet ai documenti di discorsi spontanei in lingue poco documentate di tutti i continenti.
A metà del 2014, l'archivio contiene dati su 70 lingue.